# Ciudad metropolitana de Cagliari
La ciudad metropolitana de Cagliari o, en español áurico, Cáller —nombre poco frecuente hoy en día— (en italiano, città metropolitana di Cagliari; en sardo, tzitadi metropolitana de Casteddu), es un ente local italiano de la región Cerdeña, en la Italia insular. Su capital es la ciudad de Cagliari. 
Fue creada el 4 de febrero de 2016 en sustitución de la provincia de Cagliari a partir de 17 municipios, los otros 54 municipios junto con los municipios de las provincias de Carbonia-Iglesias y Medio Campidano crearon la provincia de Cerdeña del Sur.
Tiene un área de 1248 km² y una población total de 431.302 hab. (2015).

## Municipios de la ciudad metropolitana
La ciudad metropolitana de Cagliari cuenta con 17 municipios.
| Comune             | Población |
| ------------------ | --------- |
| Cagliari           | 154.343   |
| Quartu Sant'Elena  | 71.227    |
| Selargius          | 26 747    |
| Assemini           | 26.310    |
| Capoterra          | 23.698    |
| Sestu              | 20.549    |
| Monserrato         | 20.146    |
| Sinnai             | 17.163    |
| Quartucciu         | 13.213    |
| Elmas              | 9.346     |
| Uta                | 8.468     |
| Decimomannu        | 8.150     |
| Maracalagonis      | 7.866     |
| Pula               | 7.399     |
| Settimo San Pietro | 6.686     |
| Sarroch            | 5.249     |
| Villa San Pietro   | 2.103     |